# Romodanovsky (huyện)
Huyện Romodanovsky (tiếng Nga: ? райо́н) là một huyện hành chính tự quản (raion), của Mordovia, Nga. Huyện có diện tích 909 km², dân số thời điểm ngày 1 tháng 1 năm 2000 là 22200 người. Trung tâm của huyện đóng ở Romodanovo.